# Igreja de Santo André (Mafra)
A Igreja de Santo André localiza-se na Vila Velha (freguesia de Mafra), a 1000 m do Convento de Mafra, pela antiga Rua Serpa Pinto. De estilo gótico, é o templo mais antigo da freguesia de Mafra e um dos mais significativos exemplos das igrejas paroquiais que proliferaram em Portugal entre os séculos XIII e XIV.
Terminada por volta de 1344, passou por diversas obras durante os séculos XVII-XVIII. Nas primeiras décadas do século XX foi restaurada pela última vez, devido à sua avançada degradação. Em 1935 foi classificada como Monumento Nacional.
A tradição afirma que Pedro Hispano foi pároco desta igreja no século XIII, antes de ser eleito papa como João XXI.

## História
Do ponto de vista arquitectónico, a Igreja de Santo André de Mafra é um templo de características relativamente arcaicas, como evidenciado pela baixa altura dos volumes e as paredes muito espessas, o que levou diferentes autores a situar sua edificação no século XIII. Atualmente, porém, considera-se que a igreja existente foi construída nos anos 30 e 40 do século XIV, e não há evidência concreta de que tenha sido construída no lugar de um templo anterior. A primeira referência à igreja é o testamento de D. Maria Anes de Aboim, mulher do donatário D. João Fernandes de Lima, quem havia recebido a vila do rei D. Dinis em 1289. O testamento, datado de 1337, indica que nessa altura o templo terá sido sujeito a grandes obras que lhe terão dado o aspecto definitivo. Também por volta dessa data foi adotado Santo André como orago da igreja.

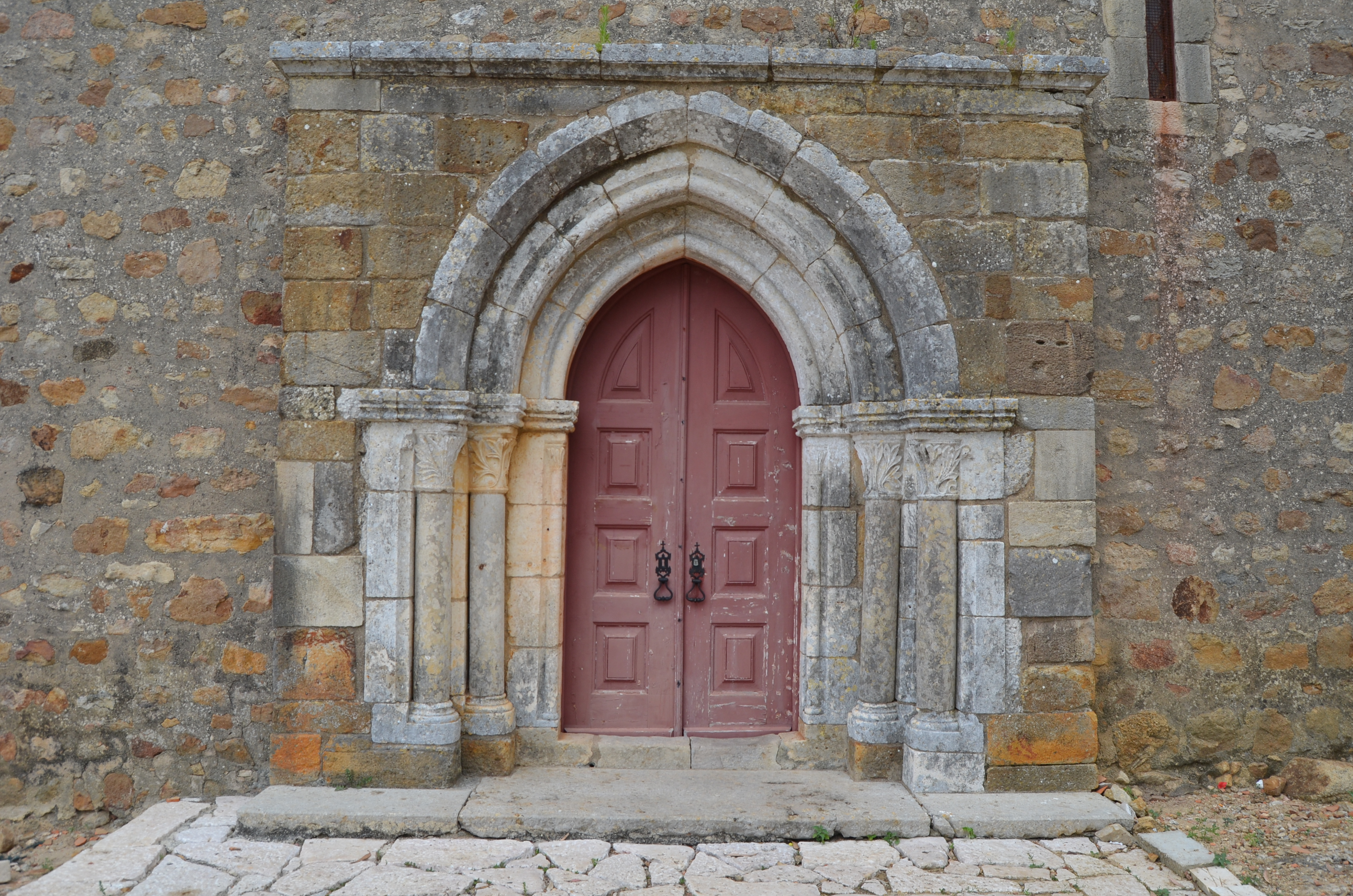
Portal gótico lateral da Igreja de Santo André

As obras da igreja já estavam terminadas em 1344, quando foi sepultado na capela-mor D. Diogo Afonso de Sousa, herdeiro de D. Maria Anes de Aboim. Tanto D. Diogo como sua mulher, D. Violante Lopes Pacheco, foram sepultados em arcas de pedra decorados com motivos heráldicos, actualmente localizados nas naves laterais.
Nos séculos seguintes, a igreja passou por campanhas de renovação e ganhou novas estruturas anexas. No século XVII a capela-mor foi redecorada com talha dourada e os túmulos medievais foram transferidos dali para as naves. Também foi levantada a casa da Irmandade do Santíssimo Sacramento, localizada adossada à capela-mor, e uma torre sineira, localizada nos fundos da igreja. A Igreja de Santo André foi o centro organizador do urbanismo da vila até a construção do Convento de Mafra, a partir de 1717. A "Vila Velha", onde se encontrava a igreja, e o convento foram conectados por uma extensa rua, a antiga Calçada das Reais Obras, atualmente rua Serpa Pinto.
A decoração barroca da igreja e as estruturas anexas, incluindo a torre, foram removidas nos restauros realizados na primeira metade do século XX, que tiveram como objetivo restaurar a aparência medieval do edifício. Entre 1997 e 1998 realizaram-se escavações arqueológicas na igreja e terreno circundante que revelaram restos de um baptistério medieval e outros edifícios anexos já demolidos, além de uma necrópole utilizada desde a época medieval até o século XIX.

## Arquitetura
A Igreja de Santo André de Mafra está composta por um corpo de três naves com cobertura de madeira e uma cabeceira formada por uma única capela-mor de dois tramos, o último de forma pentagonal, coberta por uma abóbada de pedra. Por fora, a cabeceira é sustentada por contrafortes escalonados e possui gárgulas zoomórficas. A fachada principal tem uma empena de forma triangular, encimada por uma cruz, com um óculo simples localizado mais abaixo. O registro inferior da fachada exibe um portal de quatro colunas e arquivoltas, com capitéis de decoração vegetalista, inserido num alfiz. Na fachada lateral sul também há um portal gótico inserido em alfiz, com três arquivoltas e capitéis vegetalistas.
No interior, se observa que as naves estão separadas por arcos quebrados baixos, assentes em colunas com capitéis vegetalistas. Um arco triunfal, também de arco quebrado, separa as naves da capela-mor, que está coberta por abóbada de aresta, com mísulas decoradas. O janelão principal da capela é trilobado. Nas naves se encontram os túmulos de D. Diogo Afonso de Sousa e sua mulher, com tampas lisas e decoradas com motivos heráldicos nas laterais. Estas arcas funerárias estão possivelmente relacionados às oficinas escultórias trecentistas responsáveis pelos túmulos da Sé de Lisboa.
De maneira geral, as características arquitectónicas da igreja de Mafra são comuns em igrejas paroquiais erigidas no período entre os finais do século XIII e inícios do século XIV em Portugal, num estilo frequentemente designado gótico dionisino em referência ao reinado de D. Dinis. Outras igrejas da mesma época são a Igreja de Santa Maria de Sintra e a de Santa Maria da Lourinhã.